# Спартак (хоккейный клуб, Ужгород)
«Спартак» — советская команда по хоккею с шайбой из Ужгорода, существовавшая в конце 1940-х годов. Участник первого чемпионата СССР.

## История
Ужгородский «Спартак» был создан в 1946 году для участия в первом чемпионате СССР по хоккею с шайбой. Журнал «Хоккей-Информ» приводит данные, что поводом к созданию хоккейной команды стал успех футболистов ужгородского «Спартака», которые в октябре 1946 года в 1/8 финала Кубка СССР победили ленинградский «Зенит».

### Чемпионат СССР
Согласно жребию «Спартак» на предварительном этапе попал в группу «B» вместе с московским «Динамо», архангельским «Водником» и командой Каунаса. Первый в истории официальный матч «Спартак» провёл в день старта чемпионата 22 декабря 1946 года на выезде против команды Каунаса и потерпел поражение — 1:12. Первую шайбу забросил Р. Мартинек. 30 декабря ужгородцы потерпели в Москве сокрушительное поражение от «Динамо» — 0:23, ставшее самым крупным в истории отечественных хоккейных чемпионатов. 5 января 1947 года «Спартак» проиграл в Киеве «Воднику» — 3:9.
В финальном этапе ужгородцы не участвовали, заняв в итоге последнее, 12-е место.
За «Спартак» выступали вратари Фёдор Лечко и И. Пфау, полевые игроки Золтан Дьерфи, Ф. Ковач, Э. Ковач, И. Крупанич, Р. Мартинек, Гейзе Тесар, возможно также И. Билак, Ганзей, В. Музика, Эрнест Юст, Владимир Юхвид. Тренер — Гейзе Тесар. Лучшими снайперами стали Э. Ковач и Мартинек, забросившие по две шайбы.

### Республиканские соревнования
В дальнейшем «Спартак» выступал на республиканском уровне. В феврале 1949 года он участвовал в Кубке Украинской ССР, но выбыл уже в четвертьфинале, проиграв львовскому «Спартаку» — 2:5. Также известно, что в сезоне-1949/50 ужгородцы участвовали в чемпионате Украинской ССР.